# إعصار غالفيستون 1900
إعصار غالفيستون 1900، المعروف أيضًا باسم الإعصار العظيم لغالفيستون أو فيضان غالفيستون، كان أعنف إعصار في موسم أعاصير المحيط الأطلسي 1900. يُعتبر هذا الإعصار الكارثة الطبيعية الأكثر دموية في تاريخ الولايات المتحدة، حيث تسبب في وفاة ما بين 6,000 إلى 12,000 شخص، معظمهم في غالفيستون، تكساس. عند هبوطه في 8 سبتمبر 1900، صنف الإعصار كفئة 4 على مقياس سفير-سمبسون، برياح بلغت سرعتها 145 ميل/س (233 كم/س).
الأثر
تكساس وغالفيستون
ارتفاع العاصفة: تجاوز 15 قدمًا (4.5 م)، غمرت المياه جزيرة غالفيستون بالكامل.
الدمار: دُمر 3,636 منزلًا من أصل 7,000 مبنى في الجزيرة، وأصيب كل مبنى بأضرار.
الضحايا: فقد 10,000 شخص منازلهم من أصل 38,000 نسمة (عدد سكان المدينة). قدرت الوفيات بـ 8,000 شخص في غالفيستون وحدها.
الأضرار المادية: بلغت الخسائر 30 مليون دولار في مقاطعة غالفيستون (ما يعادل 1.3 مليار دولار عام 2023).
مناطق أخرى
الكاريبي: تضررت كوبا وجامايكا بفيضانات وأمطار غزيرة.
الولايات المتحدة: تأثرت لويزيانا ومسيسيبي بفيضانات، ووصلت بقايا الإعصار إلى الغرب الأوسط ونيو إنجلاند مسببة أضرارًا بالأشجار وخطوط الكهرباء.
كندا: تسببت بقايا الإعصار في مقتل 52–232 شخصًا في شرق كندا، خاصة في نيوفاوندلاند.
الاستجابة وإعادة الإعمار
الإغاثة الفورية: شكلت لجنة الإغاثة المركزية، وقدمت الصليب الأحمر الأمريكي بقيادة كلارا بارتون مساعدات.
إعادة البناء:
بُنِيَ سور غالفيستون البحري بارتفاع 17 قدمًا (5.2 م) وامتداد 10 أميال (16 كم).
رُفِعَت الجزيرة 17 قدمًا في بعض المناطق باستخدام 15 مليون ياردة مكعبة من الرمال.
التحول الاقتصادي: فقدت غالفيستون مكانتها كمركز تجاري لصالح هيوستن.
الإرث
الذكرى المئوية (2000): أقيمت فعاليات تذكارية وُضع خلالها نصب "مكان الذكرى".
أعيد تأهيل دار الأوبرا الكبرى وغيرها من المعالم.
الحماية المستقبلية: حمى السور البحري المدينة من أعاصير لاحقة مثل إعصار 1915 (53 ضحية فقط).
انظر أيضًا
إعصار آيك
إعصار غالفيستون 1915
إسحاق العاصفة (كتاب عن الكارثة)